# Bergère avec son troupeau
Bergère avec son troupeau est un nom donné à deux œuvres du peintre français Jean-François Millet. Dans les deux cas, le peintre suit le thème du sentimentalisme en utilisant l'image d'une femme paysanne avec son troupeau de moutons, traitée de deux façons différentes. 

## Le dessin
Le dessin au fusain (1860, Mexico, musée Soumaya) est délicat et évoque la fragilité de la femme soignant son troupeau. Ce dessin a été réalisé pour Alfred Sensier, critique d'art, qui a soutenu l'artiste durant toute sa carrière, et spécialement après 1859, lorsque Millet a connu une crise émotionnelle due aux mauvaises critiques de son œuvre Le Bûcheron et la mort.

## La peinture
La peinture à l'huile sur toile (1863), conservée à Paris au musée d'Orsay, est caractérisée par des sentiments de calme et d'harmonie. La scène est admirable de justesse et de mélancolie. Cette huile est le probable résultat du dessin au fusain, Sensier mentionnant que le thème de la femme avec le troupeau de moutons « s'était emparé de son esprit » en 1862 et, à la joie de Millet, le tableau est reçu avec grand enthousiasme par le public du Salon de 1864. Comme beaucoup d'œuvres de Millet, celle-ci est entrée dans les collections nationales en 1909, grâce au legs d'Alfred Chauchard, le directeur des Grands Magasins du Louvre.